# Gustav Beer
Gustav Beer (auch Gustave Beer und G. W. Wheatley; * 16. Juni 1888 in Wien; † 26. Juli 1983 in Nyack, New York) war ein österreichisch-amerikanischer Schriftsteller und Librettist.

## Leben
Gustav Beer studierte in Wien und war in Berlin und Wien vor allem als Librettist für Operetten tätig. Er arbeitete dabei sowohl mit bekannten Komponisten, wie Edmund Eysler, Eduard Künneke, Robert Stolz, Oscar Straus und Librettisten, wie Julius Brammer, Ernst Marischka zusammen. 
Nach dem „Anschluss“ Österreichs musste er emigrieren und gelangte über die Niederlande und Großbritannien 1939 in die Vereinigten Staaten, wo er in New York City weiterhin schriftstellerisch tätig war. Gemeinsam mit Emmerich Kálmán gründete er die American League of Authors and Composers from Austria including Publishers und engagierte sich für die österreichischen Emigranten.

## Werke
- Das Narrenhaus. Operette in einem Akt von Gustav Beer und Ernst Marischka, Musik von Hans Cesek. Karczag, Wien 1914.
- Die Millionengretl. Operette in 3 Akten von Gustav Beer und Alfred Deutsch-German. Musik von Franz Schönbaumsfeld. Karczag, Wien 1916.
- Der König heiratet. Ein galantes Zeitbild von Gustav Beer und Ernst Marischka. Musik von Edmund Eysler. Sperling, Wien 1920.
- Der Hampelmann. Vaudeville-Operette in 3 Akten. Text von Gustav Beer und Fritz Lunzer. Musik von Robert Stolz. Drei Masken-Verlag, Berlin 1924.
- Die blonde Sphinx. Operette in 3 Akten von Gustav Beer und Emmerich Földes. Musik von Max Niederberger. Bürgertheaterverlag, Wien 1925.
- Die große Unbekannte. Operette 3 von Julius Wilhelm und Gustav Beer. Musik von Franz von Suppè. Cranz, Leipzig 1925.
- Prinzessin Ti-Ti-Pa. Operette in 3 Akten von Gustav Beer und Fritz Lunzer. Musik von Robert Stolz. Weinberger, Wien 1928.
- Die singende Venus. Operette in 3 Akten von Gustav Beer und Fritz Lunzer. Musik von Eduard Künneke. Edition Bristol, Wien 1929.
- Der Bauerngeneral. Operette in 3 Akten von Julius Brammer und Gustav Beer. Musik von Oscar Straus. Karczag, Wien 1931.
- Die Dame mit dem Regenbogen. Operette in 3 Akten (7 Bildern) von Julius Brammer un Gustav Beer. Musik von Jean Gilbert. Karczag, Wien 1933.
- Frühlingsstürme. Operette in 3 Akten. Text von Gustav Beer. Musik von Jaromír Weinberger. Drei Masken Verlag, Berlin 1933.
- Arizona-Lady. Operette in 2 Akten. Text von Alfred Grünwald und Gustav Beer. Musik von Emmerich Kálmán. Weinberger, Wien 1954.